# Cerapachys daikoku
Cerapachys daikoku é uma espécie de formiga do gênero Cerapachys.